# Ekspandowanie
Ekspandowanie – powiększanie objętości ziaren ryżu, pszenicy, kukurydzy, owsa, jęczmienia, grochu i innych. Ekspandowanie polega na podanie ziaren działaniu wysokiej temperatury. Proces ekspandowania zmienia właściwości fizyczne i chemiczne ziaren. 

## Produkcja

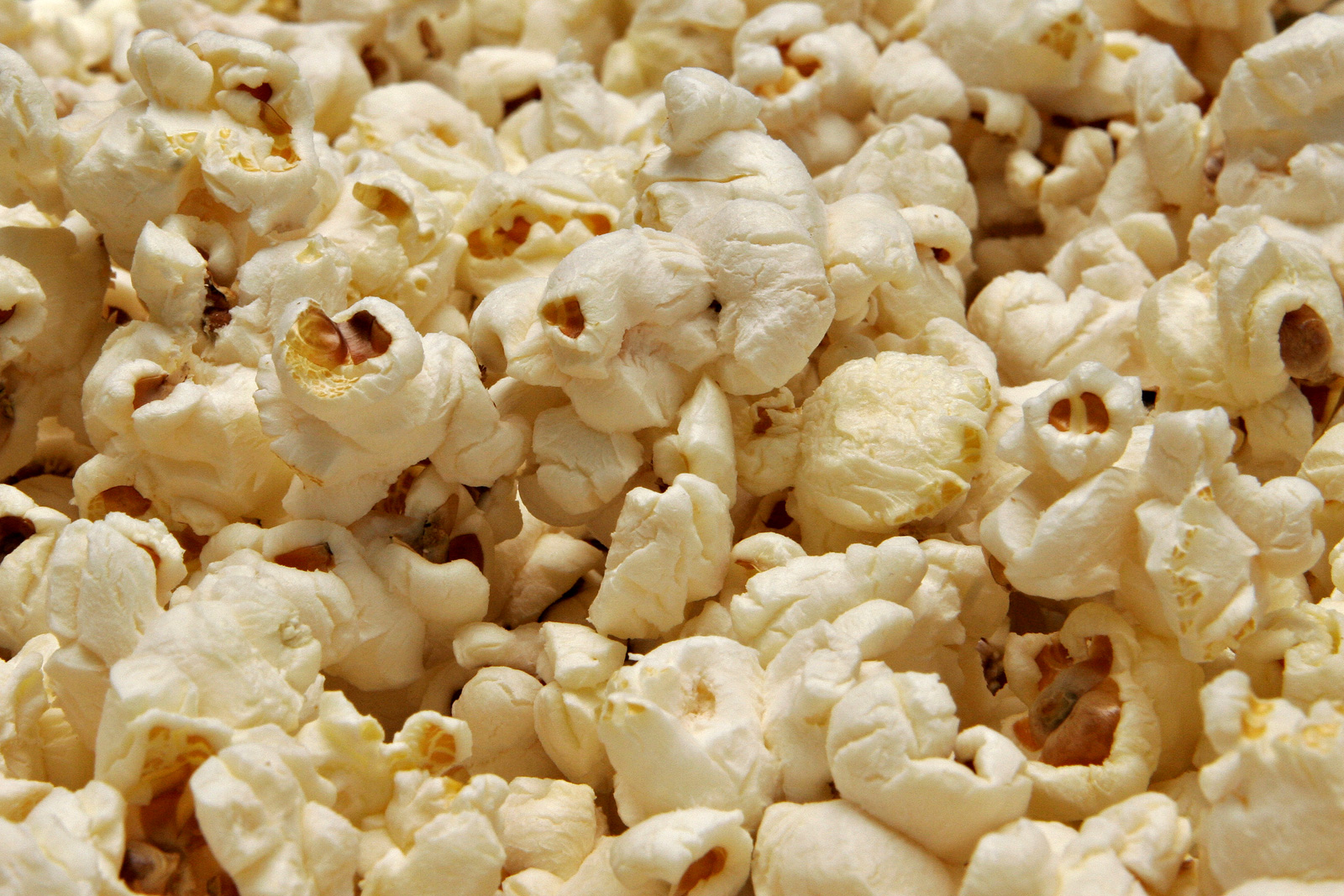
Popcorn jako przykład ekspandowania

Przez ekspandowanie wytwarza się popcorn. Wykonuje się go z niektórych odmian kukurydzy pękającej. Ziarno pęka i powiększa swoją objętość podczas prażenia w normalnym ciśnieniu atmosferycznym. Do przeprowadzenia ekspandowania używa się w specjalnie skonstruowanych urządzeniach, choć najprostszy proces ekspandowania można przeprowadzić w warunkach domowych w zwykłych naczyniach z pokrywą, gdyż ekspandowanie powoduje wypadanie nasion. 
Inne ziarna ekspanduje się przy użyciu specjalnych urządzeń (armatek) pracujących pod zwiększonym ciśnieniem. Przygotowanie ziarna do procesu ekspandowania obejmuje czyszczenie ziarna, sortowanie i kondycjonowanie (doprowadzenie do odpowiedniej wilgotności). Po umieszczenia ziarna w zbiorniku i doprowadzeniu ciśnienia wewnątrz zbiornika do 1 MPa para wodna zawarta w ziarnie rozpręża się gwałtownie a ziarno zwiększa swą objętość od 8 do 10 razy. Cały proces trwa do 8 minut. Po przeprowadzeniu tego procesu wprowadza się na ziarno dodatki aromatyczne i smakowe. 
Podobnie powstają ekspandowane kukurydziane płatki śniadaniowe (nieco inne niż płatki prażone), tzw. cornflakes. Przed przeprowadzeniem ekspansji surowe ziarno spłaszcza się i następnie poddaje działaniu wysokiego ciśnienia.